# Christijan Albers
Pour les articles homonymes, voir Albers.
Christijan Albers, né le 16 avril 1979 à Eindhoven aux Pays-Bas, est un pilote automobile néerlandais qui a disputé le championnat du monde de Formule 1 de 2005 à 2007. 
Il dirige l'écurie malaise de Formule 1 Caterham F1 Team à partir du 2 juillet 2014 jusqu'au 7 septembre 2014, date de sa démission après le Grand Prix d'Italie.

## Biographie

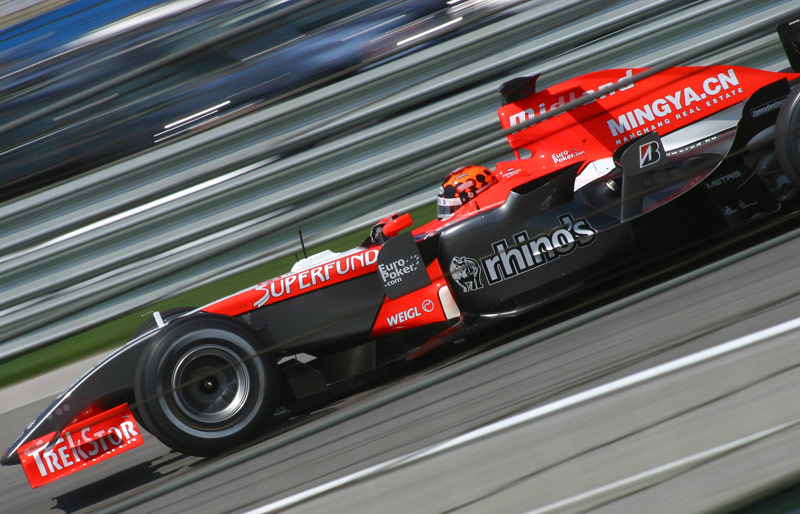
Au volant de la Midland-Toyota lors du GP des États-Unis 2006

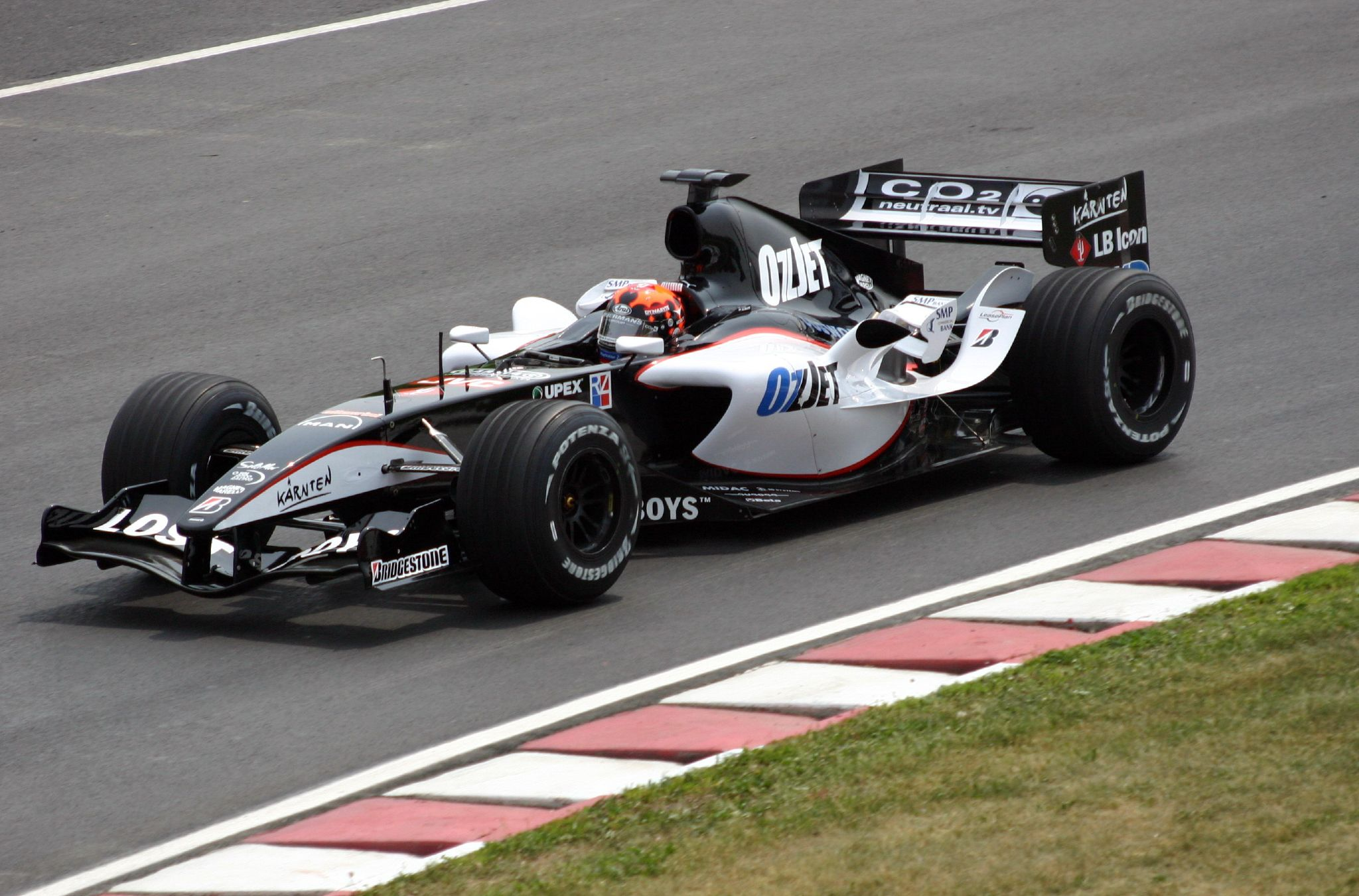
Christijan Albers sur Minardi au GP du Canada 2005

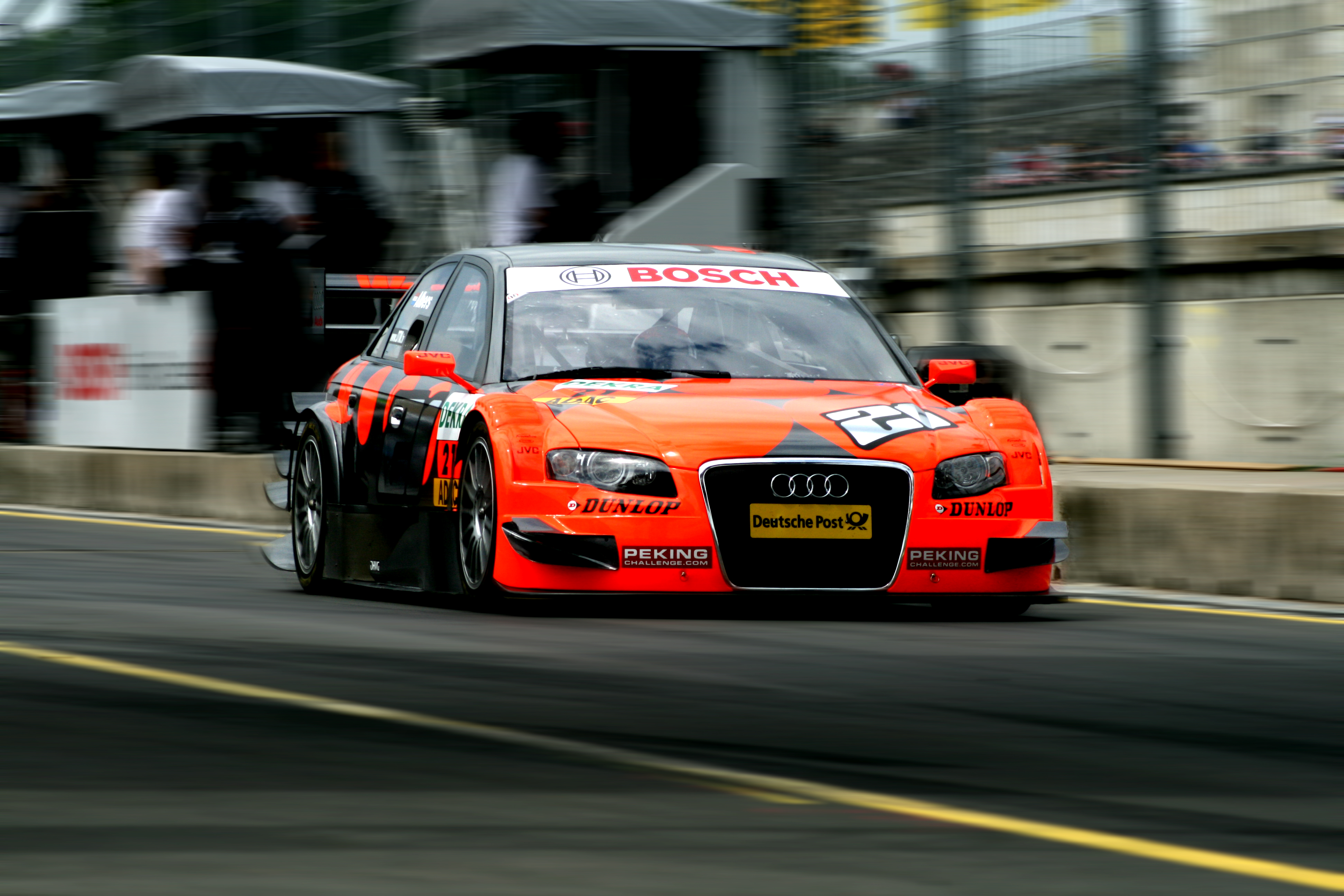
Christijan Albers de retour en DTM, en 2008

À l'image de nombreux pilotes, Christijan Albers commence sa carrière par le karting. Il décroche le titre de champion des Pays-Bas en 1997. Cette même année, il remporte le championnat national de Formule Ford 1800 et participe même aux « Renault Mégane Marlboro Master Series ». Il s'engage alors dans le championnat d'Allemagne de Formule 3 en 1998. Il remporte le titre dans cette catégorie en 1999 en décrochant six victoires et dix pole positions.
Albers prend part au championnat international de Formule 3000 en 2000 au sein de l'écurie European de Paul Stoddart. Il y obtient des résultats décevants et tient difficilement la comparaison avec son coéquipier Mark Webber. Il s'oriente alors vers le championnat DTM dès 2001. Arrivé dans la discipline en tant que pilote privé, il parvient grâce à ses performances à intégrer l'équipe officielle Mercedes à partir de 2003. Cette année-là, avec 4 victoires, il échoue de peu dans la conquête du titre face au vétéran Bernd Schneider. L'année suivante, bien parti pour prendre sa revanche, il connait une deuxième partie de championnat délicate et se classe finalement troisième.
Parallèlement à sa participation en DTM, Christijan Albers effectue plusieurs tests en Formule 1 pour le compte de l'équipe Minardi. Grâce à l'aide de puissants sponsors, ces tests débouchent sur sa titularisation chez Minardi en 2005. Si la faiblesse de sa monture ne lui permet guère de briller, il parvient tout de même à inscrire des points (les 4 points de la 5e place) à l'occasion du GP des États-Unis, disputé en l'absence des écuries équipées de pneus Michelin. En 2006, il intègre les rangs de l'écurie russo-britannique Midland F1 Racing. Durant l'année, il domine son équipier portugais Tiago Monteiro.
En 2007, Albers reste dans la même équipe, devenue Spyker F1 Team à la suite de son rachat par le constructeur néerlandais. Mais cette saison va s'avérer particulièrement difficile pour lui. Il se fait régulièrement dominer par son nouveau coéquipier, le débutant allemand Adrian Sutil, et commet plusieurs erreurs, dont la plus marquante intervient à l'occasion du GP de France, où lors d'un arrêt aux stands, il redémarre sans attendre le signal de ses mécaniciens, arrachant le tuyau de sa machine à ravitailler. Le 10 juillet, soit deux jours après le GP de Grande-Bretagne, il perd sa place, au motif que l'un de ses partenaires, en mauvaise santé financière, n'a pas tenu ses engagements. En 2008, il fait son retour en DTM sur une Audi de 2006 du Team Futurecom-TME.
Après le rachat de Caterham F1 Team par un consortium de sociétés hélvético-dubaïotes, Albers est nommé directeur général de l'écurie et remplace Cyril Abiteboul, parti chez Renault Sport. Il est secondé par Manfredi Ravetto et conseillé par Colin Kolles. Albers déclare : « Nous sommes conscients de l'énorme challenge qui nous attend et notre objectif est de viser la dixième place du championnat du monde. Nous sommes très impliqués dans le futur de l'équipe et allons nous assurer du fait que le team dispose des ressources nécessaires à son développement et sa croissance pour atteindre tout ce dont il est capable. »,,. Le 7 septembre 2014, juste après le Grand Prix d'Italie, Albers annonce qu'il quitte ses fonctions pour passer plus de temps avec sa famille ; il est remplacé avec effet immédiat par Manfredi Ravetto,,,.

## Résultats en DTM
| Année | Voiture                   | Équipe             | Courses disputées | Victoires | Pole positions | Podiums | Records du tour | Points inscrits | Classement |
| ----- | ------------------------- | ------------------ | ----------------- | --------- | -------------- | ------- | --------------- | --------------- | ---------- |
| 2001  | AMG-Mercedes CLK-DTM 2000 | Persson Motorsport | 20                | 0         | 0              | 1       | 0               | 19              | 14e        |
| 2002  | AMG-Mercedes CLK-DTM 2001 | Team Rosberg       | 20                | 0         | 0              | 0       | 0               | 5               | 12e        |
| 2003  | AMG-Mercedes CLK-DTM 2003 | HWA Team           | 10                | 4         | 0              | 6       | 1               | 64              | 2e         |
| 2004  | AMG-Mercedes C-Klasse 04  | HWA Team           | 10                | 1         | 1              | 6       | 1               | 50              | 3e         |
| 2008  | Audi A4 DTM 2006          | Futurecom TME      | 10                | 0         | 0              | 0       | 0               | 0               | 17e        |

## Résultats en championnat du monde de Formule 1
- Grands Prix disputés : 46
- Points en GP:  4
- Tours parcourus : 2059
- km parcourus : 9822
- Débuts en F1 : 2005 — Grand Prix d'Australie, sur le Circuit de l'Albert Park, le 6 mars 2005 — (Résultat : Abandon au 16e tour - Boite de vitesses)

| Saison | Écurie                      | Châssis    | Moteur       | Pneus       | GP disputés | Podiums | Points inscrits | Classement |
| ------ | --------------------------- | ---------- | ------------ | ----------- | ----------- | ------- | --------------- | ---------- |
| 2005   | Minardi F1 Team             | PS04B PS05 | Cosworth V10 | Bridgestone | 19          | 0       | 4               | 19e        |
| 2006   | MF1 Racing Spyker MF1 Team  | M16        | Toyota V8    | Bridgestone | 18          | 0       | 0               | 22         |
| 2007   | Etihad Aldar Spyker F1 Team | F8-VII     | Ferrari V8   | Bridgestone | 9           | 0       | 0               | n.c.       |

| Année | Écurie                      | Châssis       | Moteur                  | 1        | 2        | 3      | 4        | 5        | 6        | 7      | 8        | 9        | 10       | 11     | 12      | 13     | 14       | 15     | 16     | 17       | 18     | 19     | Classement | Points |
| ----- | --------------------------- | ------------- | ----------------------- | -------- | -------- | ------ | -------- | -------- | -------- | ------ | -------- | -------- | -------- | ------ | ------- | ------ | -------- | ------ | ------ | -------- | ------ | ------ | ---------- | ------ |
| 2005  | Minardi F1 Team             | Minardi PS04B | Cosworth CR-3L 3.0 V10  | AUS Abd. | MAL 13   | BHR 13 |          |          |          |        |          |          |          |        |         |        |          |        |        |          |        |        | 19e        | 4      |
| 2005  | Minardi F1 Team             | Minardi PS05  | Cosworth TJ2005 3.0 V10 |          |          |        | SMR Abd. | ESP Abd. | MON 14   | EUR 17 | CAN 11   | USA 5    | FRA Abd. | GBR 18 | GER 13  | HUN NC | TUR Abd. | ITA 19 | BEL 12 | BRA 14   | JPN 16 | CHN 16 | 19e        | 4      |
| 2006  | MF1 Racing                  | Midland M16   | Toyota RVX-06 2.4 V8    | BHR Abd. | MAL 12   | AUS 11 | SMR Abd. | EUR 13   | ESP Abd. | MON 12 | GBR 15   | CAN Abd. | USA Abd. | FRA 15 | GER DSQ | HUN 10 | TUR Abd. |        |        |          |        |        | 22e        | 0      |
| 2006  | Spyker MF1 Team             | Midland M16   | Toyota RVX-06 2.4 V8    |          |          |        |          |          |          |        |          |          |          |        |         |        |          | ITA 17 | CHN 15 | JPN Abd. | BRA 14 |        | 22e        | 0      |
| 2007  | Etihad Aldar Spyker F1 Team | Spyker F8-VII | Ferrari 056H 2.4 V8     | AUS Abd. | MAL Abd. | BHR 14 | ESP 14   | MON 19   | CAN Abd. | USA 15 | FRA Abd. | GBR 15   | EUR      | HUN    | TUR     | ITA    | BEL      | JPN    | CHN    | BRA      |        |        | 25e        | 0      |